# Беси (криптид)
Беси е името на водно чудовище наблюдавано в езерото Ери през 1917. То било подобно на змия, но дълго 9-12 м.

## Информация
- Вид: Водно животно
- Първо наблюдение: 1817
- Последно съобщение за наблюдение: 1998
- Локация:  Охайо, САЩ

## Случаи
Бесси е обвинено за смъртта на трима души през лятото на 1992. 